# 공주영명중학교
공주영명중학교(公州永明中學校)는 대한민국 충청남도 공주시 중동에 있는 사립 중학교이다.

## 학교 연혁
- 1906년 10월 15일 : 윌리엄스 선교사 영명학교 설립
- 1908년 12월 : 남학교 보통과 1회 졸업생 배출
- 1932년 3월 25일 : 2년제 실수학교로 개편
- 1934년 5월 10일 : 영명 남ㆍ여 학교 통합(교장 윌리엄스)
- 1942년 3월 8일 : 제33회 졸업, 일제의 강압으로 폐교(3월말 이후)
- 1949년 9월 1일 : 양명상업중학교로 복교
- 1951년 8월 31일 : 영명중ㆍ고등학교로 학제 개편
- 1952년 3월 28일 : 영명중 제34회(신제1회) 졸업
- 1964년 7월 14일 : 학교법인 영명학원 설립인가
- 1964년 : 제1대 이사장 이환신 취임
- 1984년 12월 : 면학관 신축
- 1989년 6월 1일 : 중학교 교사 신축
- 1996년 11월 12일 : 강당 준공
- 1999년 : 제7대 이사장 표용은 감독 취임
- 2010년 : 영명학당 증축
- 2023년 : 제10대 여양현 교장 취임, 혁신학교 선정(‘23~’26)
- 2024년 1월 8일 : 중학교 제106회 졸업(47명 졸업, 총 9,465명)

## 참고 자료
- 공주영명중학교 - 한국교육학술정보원 학교알리미